# الجحي (دوعن)

تعديل مصدري - تعديل

الجحي هي إحدى قرى عزلة صيف بمديرية دوعن التابعة لمحافظة حضرموت، بلغ تعداد سكانها 559 نسمة حسب تعداد اليمن لعام 2004. سكان هذه القرية الأساسين حاليًا هم الخنابشة.